# Villaviciosa de Odón
Villaviciosa de Odón é um município da Espanha na província e Comunidade de Madrid.Faz parte da área metropolitana de Madrid, tem 68 km² de área e em 2021 tinha 28 030 habitantes (densidade: 411,6 hab./km²). Limita com os municípios de Alcorcón, Boadilla del Monte, Brunete, Móstoles, Navalcarnero, Sevilla la Nueva e Villanueva de la Cañada.